# Cathy Guisewite
Cathy Lee Guisewite, née le 5 septembre 1950 à Dayton (Ohio), est une auteure de bande dessinée américaine connue pour son comic strip humoristique Cathy, publié de 1976 à 2010 et diffusé jusque dans 1 400 journaux au plus fort de sa popularité.

## Biographie
Née à Dayton, dans l'État de l'Ohio, le 5 septembre 1950, Cathy Guisewite grandit à Midland, dans le Michigan. Après le lycée, elle étudie à l'Université du Michigan, située dans la ville d'Ann Arbor. Elle reçoit son baccalauréat universitaire en anglais, en 1972.
Après ses études, elle travaille dans la publicité pour Campbell Ewald (en), Norman Prady puis W.B. Doner & Co (en), devenant vice-présidente de cette dernière société en 1976.
Tout en travaillant, Guisewite ne cesse de dessiner pour elle-même ; ses parents l'encouragent à envoyer certains de ces dessins au diffuseur de contenu Universal Press Syndicate qui cherchait justement à lancer un comic strip humoristique mettant en scène la vie d'une jeune femme active et moderne dans l'Amérique contemporaine. Cathy est lancé dans 66 journaux Cathy.
En 1980, alors que 150 journaux publient Cathy, le comic strip assure à Guisewite des revenus suffisants pour arrêter de travailler dans la publicité. Elle déménage à Santa Barbara pour se consacrer à sa série et embauche un assistant. Elle développe toute une série de produits dérivés (cartes de vœux, vêtements, tasses, etc.) qui lui assurent des revenus confortables tandis que les recueils se multiplient La société qu'elle fonde pour gérer ces produits dérivés, Guisewite Studios, travaille également ponctuellement avec d'autres auteurs, comme Roy Rogers.
En mai 1987, le réseau télévisuel CBS réalise une adaptation animée (en) en un épisode du comic strip. Ce dessin animé produit par Lee Mendelson remporte quatre mois plus tard le Primetime Emmy Award du meilleur programme d'animation, ce qui vaut à Guisewite sa première invitation au Tonight Show Starring Johnny Carson, émission où elle est invitée 10 autres fois jusqu'en 1992.
Deux autres moyens-métrages d'animation inspirés par Cathy sont diffusés sur CBS, Cathy's Last Resort (en) en novembre 1988 et Cathy's Valentine (en) en février 1989. Au début des années 1990, Cathy, au plus haut de sa popularité, est diffusé dans plus de 1 400 journaux.
En 1992 Guisewite adopte une petite fille prénommée Ivy. L'année suivante, elle est la seconde femme à recevoir le prix Reuben, plus prestigieuse distinction du comic strip américain. En 1997, Guisewite épouse le scénariste Chris Wilkinson ; dans les années 2000, ils résident à Los Angeles.
En août 2010, alors que Cathy reste diffusé dans au moins 700 journaux, Guisewite, désireuse de prendre sa retraite alors que sa fille allait entrer à sa dernière année de lycée, annonce publiquement que le dernier strip serait publié le dimanche 3 octobre 2010. Deux mois plus tard se sépare de son mari. Contrairement à d'autres auteurs qui acceptent la réédition d'anciens strips, elle décide de le retirer entièrement afin de laisser la place pour les strips d'autres auteurs.

## Prix et récompenses
- 1987 : Primetime Emmy Award du meilleur programme d'animation pour Cathy (en) (avec Lee Mendelson, Evert Brown et Bill Melendez)
- 1993 : Prix Reuben, pour Cathy.